# Branko Bošković
Pour les articles homonymes, voir Bošković et Bošković (homonymie).
Branko Bošković (en serbe cyrillique : Бранко Бошковић), né le 21 juin 1980 à Bačka Topola (Yougoslavie (auj. en Serbie)), est un footballeur international monténégrin qui évoluait au milieu de terrain.

## Biographie

### En club

#### Débuts en Yougoslavie (1997-2004)
Bošković fait ses débuts professionnels avec le FK Mogren Budva, en Yougoslavie. Il joue dans ce club de division inférieure durant deux saisons et demie, avant de passer à l'Étoile Rouge de Belgrade durant le mercato d'hiver de la saison 1998-1999.
Lors de sa première saison complète avec l'Étoile Rouge, Bošković apparaît régulièrement en équipe première. Il marque un total de neuf buts et remporte le titre de champion de Serbie-Monténégro 1999-2000. La saison suivante, Bošković fait partie intégrante de l'équipe qui remporte son deuxième titre de champion consécutif. Apparaissant 32 fois durant la saison, il inscrit autant de buts et aide l'équipe à remporter la Coupe de Yougoslavie. Titre qu'il remporte à nouveau deux ans plus tard. Pendant la saison 2002-2003, le meneur de jeu grave son nom dans l'histoire moderne de l'Étoile Rouge en marquant le seul but du club contre la Lazio de Rome au second tour de la Coupe UEFA. Au total, Bošković joue 123 matchs pour 30 buts marqués en championnat.

#### Passage en France (2003-2006)
Le milieu de terrain déménage pour le Paris Saint-Germain à l'été 2003. Vahid Halilhodžić vient d'être nommé entraîneur du PSG et Ronaldinho quitte le club. Le club cherche donc un n°10 capable de fournir des ballons aux attaquants. Bošković est alors considéré comme l’un des grands espoirs du football serbe et compte déjà sept sélections avec la sélection nationale. Les dirigeants parisiens déboursent entre cinq et six millions d’euros pour s’attacher les services du gaucher.
« Bosko » fait ses débuts en Ligue 1 contre Montpellier en août 2003. Recruté pour sa vivacité et ses qualités techniques, Branko ne parvient pourtant pas à confirmer pleinement les attentes de son nouveau club. Malgré des matches de qualité, il est rapidement relégué au rang de remplaçant mais réussit tout de même à faire 24 apparitions lors de sa première saison, marquant trois buts. En fin de saison 2003-2004, le PSG est vice-champion de France et remporte la Coupe de France, dont le monténégrin joue la finale en tant que titulaire.
La saison suivante, Branko goûte à la Ligue des Champions, mais est désormais remplaçant, barré par Rothen et Pancrate. En novembre 2004, le Paris SG se rend au Stade Vélodrome pour y affronter son meilleur ennemi, l’Olympique de Marseille, en seizièmes de finale de la Coupe de la Ligue. Vexés par leur défaite trois jours plutôt au Parc des Princes, les Olympiens étouffent leurs adversaires et mènent rapidement 2-0. Titulaire au milieu de terrain, « Bosko » prend les choses en main. Juste avant la mi-temps, il se retrouve seul face au but et propulse le ballon au fond des filets puis, au retour des vestiaires, se retrouve en bonne position aux 25 mètres. Il remet les équipes à égalité sur une demi-volée qui vient se loger dans les buts de Fabien Barthez. Finalement, Paris bat l’OM 3-2. Mais Branko ne parvient pas pour autant à confirmer par la suite. Entre-temps, Laurent Fournier prend les rênes du club de la capitale et Branko fait plusieurs apparitions en équipe réserve en CFA.
Il est alors prêté à l'ES Troyes AC pour aller s’aguerrir. Il obtient une place de titulaire pour la première partie de la saison mais est jugé trop personnel. Jean-Marc Furlan l'envoie sur le banc de touche.
À l’été 2006, Bosko retourne à Paris où il rompt son contrat à l’amiable avec le Paris SG.

#### Premier passage au Rapid (2007-2010)
Branko signe au Rapid Vienne lors du mercato hivernal 2007 . Il rejoint le club en janvier 2007 et marque deux buts lors de ses douze premières apparitions. La saison 2007-2008 le voit revenir au sommet de sa forme, marquant huit buts qui aident grandement à remporter le titre autrichien.
En mai 2009, Bošković se blesse au bras, ce qui l'éloigne des terrains pour plusieurs semaines.
En mai 2010, ne parvenant pas à un accord pour prolonger son contrat, Branko et le club annoncent la fin de leur collaboration. En trois saisons et demie, il aura joué 126 matchs et marqué 24 buts, toutes compétitions confondues,.

#### Les États-Unis (2010-2012)
Le 14 juin 2010, Branko s'engage avec la franchise américaine de D.C. United comme joueur désigné. Il joue treize matchs dont huit comme titulaire lors de la Major League Soccer 2010. Il inscrit son seul but de la saison en quart de finale de l'US Open Cup contre Harrisburg.
Le 26 juin 2011, lorsque son équipe accueille le New England Revolution, Branko trouve le chemin des filets à deux reprises en dix minutes avant de sortir sur blessure. Celle-ci le tient écarté des terrains pour le reste de l'année 2011.
Le 21 novembre 2012, il annonce qu'il quitte le club de MLS.

#### Retour à Vienne (2013-2014)
En janvier 2013, Branko retourne au Rapid Vienne avec qui il s'engage jusqu'à la fin de la saison 2013-2014. Il déclare lors de sa signature : « le Rapid occupe une place très spéciale dans mon cœur et je suis tout simplement heureux d'être en mesure de revenir au club, qui est comme une deuxième maison pour moi. J'aime toujours regarder en arrière, certains souvenirs fantastiques comme le championnat remporté en 2008 ».

### En équipe nationale (depuis 2002)
En 2002, Branko Bošković fait ses débuts avec l'équipe de la République fédérale de Yougoslavie lors d'un match amical face à l'équipe du Brésil. Il joue à douze reprises (deux buts) avec cette équipe qui représente la Serbie-Monténégro quelques mois plus tard,.
Branko joue son premier match international pour le Monténégro contre la Hongrie en 2007, après que la nation ait obtenu son indépendance de la Serbie. Il est capitaine lors des éliminatoires de la Coupe du monde de football 2010. Blessé, il ne peut participer aux qualifications à l'Euro 2012 mais se déplace tout de même avec l'équipe pour soutenir ses coéquipiers lors des barrages face à la Tchéquie en novembre 2011.

## Statistiques
Ce tableau présente les statistiques de Branko Bošković,,.
| Saison                | Club                     | Championnat           | Championnat | Championnat | Coupe nationale | Coupe nationale | Coupe de la Ligue | Coupe de la Ligue | Compétition(s) continentale(s) | Compétition(s) continentale(s) | Compétition(s) continentale(s) | Sélection            | Sélection | Sélection | Total | Total |
| Saison                | Club                     | Division              | M.          | B.          | M.              | B.              | M.                | B.                | Comp.                          | M.                             | B.                             | Équipe               | M.        | B.        | M.    | B.    |
| 1997-1998             | Mogren Budva             | Second League         | 22          | 8           | -               | -               | -                 | -                 | -                              | -                              | -                              | -                    | -         | -         | 22    | 8     |
| 1998-1999             | Mogren Budva             | SuperLiga             | 9           | 0           | -               | -               | -                 | -                 | -                              | -                              | -                              | -                    | -         | -         | 9     | 0     |
| Sous-total            | Sous-total               | Sous-total            | 31          | 8           | -               | -               | -                 | -                 | -                              | -                              | -                              | -                    | -         | -         | 31    | 8     |
| 1998-1999             | Étoile rouge de Belgrade | SuperLiga             | 6           | 1           | -               | -               | -                 | -                 | C3                             | 1                              | 0                              | -                    | -         | -         | 7     | 1     |
| 1999-2000             | Étoile rouge de Belgrade | SuperLiga             | 31          | 9           | -               | -               | -                 | -                 | C3                             | 4                              | 2                              | -                    | -         | -         | 35    | 11    |
| 2000-2001             | Étoile rouge de Belgrade | SuperLiga             | 32          | 9           | -               | -               | -                 | -                 | C1+C3                          | 6+4                            | 3+0                            | -                    | -         | -         | 42    | 12    |
| 2001-2002             | Étoile rouge de Belgrade | SuperLiga             | 28          | 2           | -               | -               | -                 | -                 | C1+C3                          | 4+1                            | 0+0                            | RF Yougoslavie       | 2         | 0         | 35    | 2     |
| 2002-2003             | Étoile rouge de Belgrade | SuperLiga             | 24          | 8           | -               | -               | -                 | -                 | C3                             | 6                              | 1                              | Serbie-et-Monténégro | 5         | 1         | 35    | 10    |
| 2003-2004             | Étoile rouge de Belgrade | SuperLiga             | 2           | 1           | -               | -               | -                 | -                 | C3                             | 1                              | 1                              | -                    | -         | -         | 3     | 2     |
| Sous-total            | Sous-total               | Sous-total            | 123         | 30          | -               | -               | -                 | -                 | -                              | 27                             | 7                              | -                    | 7         | 1         | 157   | 38    |
| 2003-2004             | Paris Saint-Germain      | Ligue 1               | 24          | 3           | 3               | 0               | 1                 | 0                 | -                              | -                              | -                              | Serbie-et-Monténégro | 3         | 0         | 31    | 3     |
| 2004-2005             | Paris Saint-Germain      | Ligue 1               | 12          | 0           | 1               | 0               | 2                 | 2                 | C1                             | 4                              | 0                              | -                    | -         | -         | 19    | 2     |
| Sous-total            | Sous-total               | Sous-total            | 36          | 3           | 4               | 0               | 3                 | 2                 | -                              | 4                              | 0                              | -                    | 3         | 0         | 50    | 5     |
| 2005-2006             | ES Troyes AC (prêt)      | Ligue 1               | 19          | 0           | 1               | 1               | 1                 | 0                 | -                              | -                              | -                              | Serbie-et-Monténégro | 2         | 0         | 23    | 1     |
| Sous-total            | Sous-total               | Sous-total            | 19          | 0           | 1               | 1               | 1                 | 0                 | -                              | -                              | -                              | -                    | 2         | 0         | 23    | 1     |
| 2006-2007             | Rapid Vienne             | Bundesliga            | 12          | 2           | -               | -               | -                 | -                 | -                              | -                              | -                              | Monténégro           | 1         | 0         | 13    | 2     |
| 2007-2008             | Rapid Vienne             | Bundesliga            | 34          | 8           | -               | -               | -                 | -                 | CI+C3                          | 4+4                            | 0+0                            | Monténégro           | 5         | 1         | 47    | 9     |
| 2008-2009             | Rapid Vienne             | Bundesliga            | 29          | 6           | 3               | 4               | -                 | -                 | C1                             | 1                              | 0                              | Monténégro           | 6         | 0         | 39    | 10    |
| 2009-2010             | Rapid Vienne             | Bundesliga            | 29          | 3           | 2               | 1               | -                 | -                 | C3                             | 8                              | 0                              | Monténégro           | 6         | 0         | 45    | 4     |
| Sous-total            | Sous-total               | Sous-total            | 104         | 19          | 5               | 5               | -                 | -                 | -                              | 17                             | 0                              | -                    | 18        | 1         | 144   | 25    |
| 2010                  | D.C. United              | MLS                   | 13          | 0           | 1               | 1               | -                 | -                 | -                              | -                              | -                              | Monténégro           | 4         | 0         | 18    | 1     |
| 2011                  | D.C. United              | MLS                   | 4           | 0           | -               | -               | -                 | -                 | -                              | -                              | -                              | -                    | -         | -         | 4     | 0     |
| 2012                  | D.C. United              | MLS                   | 26+4        | 1+1         | 2               | 0               | -                 | -                 | -                              | -                              | -                              | -                    | -         | -         | 32    | 2     |
| Sous-total            | Sous-total               | Sous-total            | 47          | 2           | 3               | 1               | -                 | -                 | -                              | -                              | -                              | -                    | 4         | 0         | 54    | 3     |
| 2012-2013             | Rapid Vienne             | Bundesliga            | 10          | 1           | -               | -               | -                 | -                 | -                              | -                              | -                              | -                    | -         | -         | 10    | 1     |
| 2013-2014             | Rapid Vienne             | Bundesliga            | 19          | 3           | 1               | 0               | -                 | -                 | C3                             | 7                              | 1                              | Monténégro           | 7         | 0         | 34    | 4     |
| Sous-total            | Sous-total               | Sous-total            | 29          | 4           | 1               | 0               | 0                 | 0                 | -                              | 7                              | 1                              | -                    | 7         | 0         | 44    | 5     |
| Total sur la carrière | Total sur la carrière    | Total sur la carrière | 389         | 66          | 14              | 7               | 4                 | 2                 | -                              | 55                             | 8                              | -                    | 41        | 2         | 503   | 85    |

## Palmarès
- International serbo-monténégrin de 2002 à 2005 (12 sélections et 1 but marqué)
- International monténégrin de 2007 à 2014 (29 sélections et 1 but marqué)

Étoile rouge de Belgrade
- Champion de Yougoslavie : 2000 et 2001
- Vainqueur de la Coupe de Yougoslavie en 2000 et 2002

Paris SG
- Coupe de France (1) : Vainqueur en 2004
- Championnat de France : Vice-champion 2004
- Ligue des champions : 4 matchs lors de la saison 2004-2005 contre le CSKA Moscou (1-3), Chelsea FC (0-0) et FC Porto (0-0 puis 2-0).

Rapid Vienne
- Championnat d'Autriche (1) : Champion en 2008